# チェンマイ日本人会
チェンマイ日本人会（ちぇんまいにほんじんかい、タイ語：สมาคมญี่ปุ่นเชียงใหม่、英語:Chiang Mai Japanese Association）はタイ王国チエンマイに存在する日本人会。1980年設置。

## 概要
チェンマイ日本人会は、タイ王国チェンマイに在住する日本人会員相互の交流と情報交換、現地社会への貢献を目的とする会である。文化・スポーツの同好会活動がある。在チェンマイ日本総領事館、北部日系企業連絡協議会の日系企業とのつながりが深い。緊急時の情報連絡網を形成している。毎月、会報『火焔樹』を発行。1997年4月、チェンマイ補習授業校を開設。2010年3月4日には公式ウェブサイトが開設された。また市内店舗において割引などを特典を受けられる会員優待店制度もある。
また、同会では地元チェンマイとの親睦のために在チェンマイ日本総領事館、北部日系企業連絡協議会、チェンマイ・ロングステイライフの会（CLL）、チェンライ日本人会など他のタイ北部日本人組織と協働してランナージープン祭をチェンマイ市内で開催している。なおイベント名の「ジープン」はタイ語で「日本」を意味する。

## 所在地
タイ王国 チェンマイ県 ムアンチエンマイ郡 タムボン・チャーンクラーン シードーンチャイ通り 99/32 （90/32　ถนนศรีดอนไชย ต.ช้างคลาน เมือง เชียงใหม่）
組織
事務局と各部の代表による役員会を中心に組織化されている。
- 会長
- 副会長
- 事務局
- 会計部
- 接待部
- 登記部
- 広報部
- 教育部
- 運動部
- 厚生部
- 文化部
- 生活支援部

## 会員
会員数357名（2012年6月20日現在）。入会条件はチェンマイ県または近県に在住の18歳以上。ノンイミグラント・ビザを有し、在チェンマイ日本総領事館に在留届を提出された方。正規個人会員には、日系企業連絡協議会加盟企業の社員とその家族会員、定住者、ロングステイ、自営業者、その他企業の会員が含まれる。さらに名誉会員、特別会員という枠組みを持つ。

## チェンマイ日本人補習授業校
チェンマイ市内の在留日本人の自助努力により、日本人子女の教育を行っている。チェンマイ日本人会教育部が担当している。